# Alwernia (stad)
Alwernia (uitspraakⓘ) is een stad in het Poolse woiwodschap Klein-Polen, gelegen in de powiat Chrzanowski. De oppervlakte bedraagt 8,87 km², het inwonertal 3396 (2005).
De stad valt onder gemeente Alwernia.
In deze plaats bevindt zich Station Alwernia.